# Gymnophora prolata
Gymnophora prolata är en tvåvingeart som beskrevs av Brown 1989. Gymnophora prolata ingår i släktet Gymnophora och familjen puckelflugor. Inga underarter finns listade i Catalogue of Life.